# Benthalbella macropinna
Benthalbella macropinna är en fiskart som beskrevs av Bussing och Bussing, 1966. Benthalbella macropinna ingår i släktet Benthalbella och familjen Scopelarchidae. Inga underarter finns listade.